# 迫川駅
迫川駅（はざかわえき）は、岡山県岡山市南区迫川にある、西日本旅客鉄道（JR西日本）宇野線（宇野みなと線）の駅である。駅番号はJR-L11。

## 歴史
- 1910年（明治43年）6月12日：宇野線開通と同時に、由加駅（ゆがえき）として開業[1]。
  - 当時の所在地表示は岡山県児島郡灘崎村迫川であった[要出典]。
- 1949年（昭和24年）4月1日：灘崎村が町制施行して灘崎町となり、所在地表示が岡山県児島郡灘崎町迫川になる[要出典]。
- 1952年（昭和27年）11月15日：迫川駅に改称[1]。
- 1960年（昭和35年）10月1日：宇野線電化完成。電車の運転開始。
- 1961年（昭和36年）
  - 4月[1]：国道30号が開通。駅西側の整備完了。
  - 8月21日：貨物の取り扱いを廃止[1]。
  - 9月1日：宇野線の単線自動化。
- 1970年（昭和45年）
  - 4月5日：宇野線CTC化完成。
  - 4月30日：宇野線の手小荷物運搬電車運転終了（茶屋町駅 - 宇野駅間の途中駅での荷物扱い廃止）。
  - 5月1日：荷物の取扱を廃止[2]。無人駅となり[3]、駅前の商店に簡易委託化[4]。
- 1987年（昭和62年）
  - 3月23日：当駅を含む岡山駅 - 宇野駅間に213系電車を使用した快速「備讃ライナー」の運転開始。
  - 4月1日：国鉄分割民営化により西日本旅客鉄道（JR西日本）に承継。日本貨物鉄道（JR貨物）が宇野線全線の第二種鉄道事業者となる[1]。駅前広場の整備開始。
- 1988年（昭和63年）4月10日：瀬戸大橋開通。本四備讃線が開業し快速「マリンライナー」などが運転開始。同時に岡山駅 - 宇野駅間の快速「備讃ライナー」、宇高連絡船やホバークラフトは廃止され高速艇のみ存続され、岡山行直通列車は減少する。
- 2002年（平成14年）4月1日：JR貨物が「茶屋町駅 - 宇野駅間」の第二種鉄道事業廃止。自動券売機の使用開始。
- 2005年（平成17年）3月22日：灘崎町が岡山市に編入され、所在地表示が岡山県岡山市灘崎町迫川になる[要出典]。
- 2009年（平成21年）4月1日：岡山市が政令指定都市に移行し、所在地表示が岡山市南区灘崎町迫川になる[要出典]。
- 2010年（平成22年）3月22日：灘崎町合併特例区の廃止に伴い、所在地表示が岡山市南区迫川になる。
- 2019年（平成31年）3月16日：始発列車より茶屋町駅 - 宇野駅間でも「ICOCA」などの全国相互利用対象のIC乗車カードが利用できるようになり、全線がIC乗車カード「ICOCA」のエリアとなっている。よって、当駅も簡易型ICカード改札が設置された。

## 駅構造

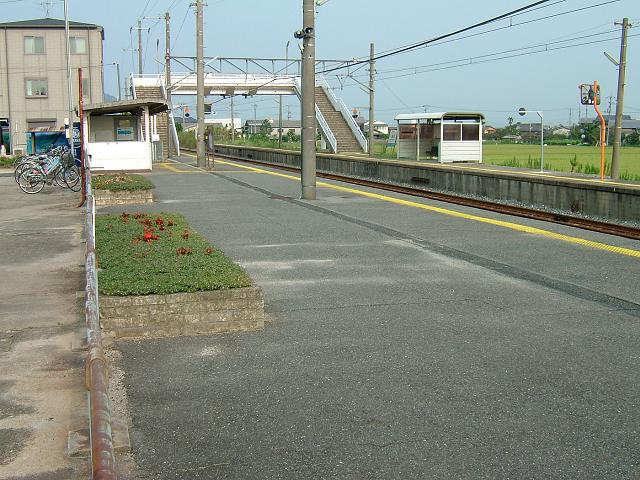
上りホームから岡山方面を望む（2005年9月）

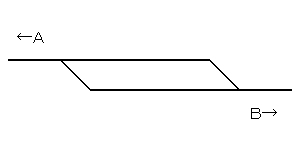
構内配線図 A:茶屋町 B:宇野（上方向が北側）

相対式ホーム2面2線を持ち、交換設備を有する地上駅。駅舎といえるものはなく、上りホーム中央付近の入口から直接ホームに入る形になっている。反対側の下りホームへは陸橋で連絡している。
児島駅管理の無人駅。
宇野方面は上り線側が、岡山方面は下り線側が一線スルーの線路配置であり、安全側線はない。

### のりば
| のりば | 路線         | 方向 | 行先             |
| ------ | ------------ | ---- | ---------------- |
| 1      | 宇野みなと線 | 上り | 茶屋町・岡山方面 |
| 2      | 宇野みなと線 | 下り | 宇野方面         |

- 上記の路線名は旅客案内上の呼称（愛称）で表記している。なお、のりば番号標は一時期無かったが、後にホーム待合所に付けられている。

### 往年の名残
- 現在は普通電車のみの運転となっているが、宇高連絡船が現役だった頃には優等列車や四国への貨物列車が運転されていた名残で、行き違いの線路有効長が長くなっている。
- 有人駅時代の駅舎の跡地や、貨物扱いをしていた名残の跡地も上りホーム側に残っている。

## 利用状況
1日の平均乗車人員は以下の通りである。
| 乗車人員推移 | 乗車人員推移 |
| 年度         | 1日平均人数  |
| ------------ | ------------ |
| 1999         | 332          |
| 2000         | 334          |
| 2001         | 313          |
| 2002         | 319          |
| 2003         | 298          |
| 2004         | 276          |
| 2005         | 272          |
| 2006         | 268          |
| 2007         | 259          |
| 2008         | 245          |
| 2009         | 231          |
| 2010         | 232          |
| 2011         | 226          |
| 2012         | 233          |
| 2013         | 254          |
| 2014         | 257          |
| 2015         | 252          |
| 2016         | 244          |
| 2017         | 226          |
| 2018         | 230          |
| 2019         | 207          |
| 2020         | 161          |
| 2021         | 177          |

## 駅周辺
- 岡山市南消防署灘崎出張所
- 迫川郵便局
- トマト銀行灘崎支店
- 岡山市立灘崎小学校迫川分校
- 国道30号
- 岡山県道22号倉敷玉野線

### バス路線
駅付近に停留所は無い。最寄りの停留所は国道30号にある東高崎停留所（両備バス）となるが、当駅から約1.5km（徒歩約20分）を要する。
備考
- 2010年までは駅前の「迫川」停留所にニコニコバスが停車していたが、同バスの廃止に伴い停留所も廃止された。

## 隣の駅
西日本旅客鉄道（JR西日本）
 宇野みなと線（宇野線）
備前片岡駅 (JR-L10) - 迫川駅 (JR-L11) - 常山駅 (JR-L12)